# Strangalia cantharidis
Strangalia cantharidis är en skalbaggsart som först beskrevs av Chemsak och Linsley 1976. Strangalia cantharidis ingår i släktet Strangalia och familjen långhorningar.
Artens utbredningsområde är:
- Costa Rica.
- Panama.

Inga underarter finns listade i Catalogue of Life.